# Idiocera bidens
Idiocera bidens là một loài ruồi trong họ Limoniidae. Chúng phân bố ở miền Cổ bắc.